# Illustrations of the Botany ... of the Himalayan Mountains
Illustrations of the Botany ... of the Himalayan Mountains (abreviado Ill. Bot. Himal. Mts.) es un libro con ilustraciones y descripciones botánicas que fue escrito por John Forbes Royle y publicado en dos volúmenes con once partes, en los años 1833 a 1840, con el nombre de Illustrations of the Botany and other branches of Natural History of the Himalayan Mountains.